# Lago Amatitlán
El lago de Amatitlán es un lago de origen volcánico ubicado en Guatemala a 26 km de la Ciudad de Guatemala, a una altitud de 1188 m s. n. m. Con una extensión de 12 km de largo y 3 km de ancho, su superficie total es de 15.2 km², lo que lo posiciona como el cuarto cuerpo de agua más grande del país. Su profundidad máxima es de 33 m y su profundidad media es 18 m. El volumen del cuerpo de agua es aproximadamente 0.286 km³. Administrativamente, el lago se encuentra dentro del Departamento de Guatemala. Sin embargo, dentro del lago se encuentra la división administrativa de Villa Nueva, Villa Canales, San Miguel Petapa y Amatitlán, por lo que cada uno de esos municipios tiene parte de su territorio en el lago. Además, su cuenca está formada por 14 municipios, en donde 7 de ellos influyen directamente en el lago debido a la degradación de los recursos naturales, siendo estos: Villa Nueva, Villa Canales, Santa Catarina Pinula, San Miguel Petapa, Mixco, Amatitlán y las zonas 11, 12 y 21 de la Ciudad de Guatemala. La población de la cuenca es de más de 2 millones de habitantes; siendo Villa Nueva el municipio más poblado.

## Toponimia
El significado de la palabra Amatitlán, deriva etimológicamente de la lengua náhuatl, es un topónimo aglutinado que se estructura en la siguiente forma :
- Amatl = "Amate" o "Amatle" (Ficus glabrata).
- Titlan = "entre" o "rodeado"

La palabra Amatl = "amate", pierde su terminación "tl" para unirse con la palabra titlan = "entre" o "rodeado", por lo tanto, la palabra Amatitlán se traduce como: "Entre amates" o "Rodeado de amates".

## Origen
El lago de Amatitlán tiene su origen en la Era Cuaternaria y su formación se debe a los movimientos tecto-volcánicos ocurridos en el área y provocados por los volcanes de Pacaya, Agua, Fuego y Acatenango.  Durante esa época, su extensión era de aproximadamente 80km2 , ocupando la superficie de los municipios de Amatitlán, Villa Nueva y Villa Canales ya que se han encontrado varios fósiles de caracoles y pequeños esqueletos de peces durante excavaciones realizadas en esos lugares a principios de siglo. Durante la época precolombina, el lago fue la fuente principal de abastecimiento de agua y de alimento para las tribus Pocomam asentadas a su alrededor.

## Hidrología
El río Villalobos es el mayor afluente del lago, cuyas aguas son drenadas por el río Michatoya, un afluente del río María Linda.  Los ríos de la cuenca del lago de Amatitlán suman 289 km lineales.  Siendo otros cauces:  Platanitos, Pinula, Las Minas, Tulujá, El Bosque, Molino, San Lucas y Parrameño. Un dique construido en el punto más estrecho del lago, conocido como «El Relleno» y por donde antiguamente pasaba el ferrocarril, lo divide en una parte nor-occidental y una parte sur-oriental. El agua del lago ha sido utilizada para uso doméstico, generación de electricidad, pesca y para fines recreativos y turísticos. Este recurso hídrico también sirve para realizar deportes acuáticos. Ha sido varias veces sede de Juegos Deportivos Centroamericanos y de Juegos Centroamericanos y del Caribe además tiene muchas competencias internacionales.

## Vegetación
En sus orillas se encuentran plantas como Jussiaea peruviana, o hierba de clavo,  Typha scrirpas o tul. Otras plantas flotan, como Eichhornia crassipes conocida como lechugilla o ninfa. Entre las algas está  Mycrosystis aeroginosa (nata verde flotante) que produce un olor similar al insecticida gamexane, provoca irritación en la piel y al ser ingerida produce vómitos pudiendo ocasionar la muerte. 

## Contaminación del lago
El río Villalobos que alimenta el lago, es uno de los principales desagües de aguas servidas domésticas, industriales y agroindustriales del área metropolitana de la Ciudad de Guatemala. Cada año un volumen importante de aguas negras y 500,000 metros cúbicos de sedimentos entran en el lago. Esta situación ha resultado en altos niveles de contaminación y una acelerada eutrofización y sedimentación, afectando las funciones del lago como fuente de agua potable, para la pesca y el riego, y ha reducido sus funciones recreativas.
La polución por sólidos en suspensión, hedor fétido y concentraciones de plomo, fósforo, potasio, sodio y nitratos, así como excretas humanas, con presencia de coliformes fecales, provenientes de aguas negras y drenajes caseros, representan los focos principales de contaminación. El río Villalobos, que desemboca en el lago, recibe las descargas residuales de tipo doméstico, industrial, agrícola y hospitalario, entre otros, de las partes sur y oriental de la ciudad capital, así como de los municipios de San Miguel Petapa, Villa Canales, Villa Nueva, Santa Catarina Pinula y Mixco. La mayor descargue de aguas residuales corresponde a la ciudad de Guatemala, por demografía y red de drenaje. La ciudad de Guatemala vierte sus desechos sin tratamiento alguno en la cuenca de los ríos el Frutal y Pinula, principales afluentes del Villalobos, y por tal del lago. El río Pinula recibe las aguas residuales de las zonas 10, 14, 13, 21 y el río El Frutal, las aguas de las zonas 12 y 11.
En los últimos años, la deposición de sedimentos en la zona de desfogue del río Villalobos ha sido tal, que anualmente cobra un área considerable del lago de Amatitlán en al menos 10,000 m². Debido a la sobrepoblación, los márgenes están casi completamente desforestados y erosionados.

## Autoridad Para el Manejo Sustentable de la Cuenca del Lago de Amatitlán
La Autoridad para el Manejo Sustentable de la Cuenca de Lago de Amatitlán –AMSA- fue creada con el Decreto N.º 64-96 del Congreso de la República de Guatemala, el 18 de septiembre de 1996 con el propósito de resguardar y recuperar el Lago de Amatitlán, mediante la descontaminación y el uso racional de los recursos renovables y no renovables de las zonas de recarga de acuíferos y zonas boscosas. AMSA se constituye por una división ejecutiva y administrativa, una división de manejo de desechos sólidos, una de manejo de desechos líquidos y una división forestal.  Dentro de los proyectos de AMSA está la reforestación, que repone y estabiliza los suelos mediante la recuperación de áreas boscosas. Otro proyecto muy importante es la limpieza del lago, cuya actividad básica consiste en mantener el espejo del Lago limpio de basura, plantas y micro algas. AMSA también cuenta con programas de concientización y formación de una cultura ambiental para la población los cuales son implementados por la división de educación ambiental.
| Visión y misión de AMSA: - Visión: Procurar la integración de recursos necesarios para devolverle a la humanidad, en el menor tiempo posible, el lago de Amatitlán en condiciones adecuadas para su uso y disfrute sostenible, a través del manejo apropiado de la cuenca de acuerdo a su ley de creación. - Meta crucialmente importante: Devolverle a la humanidad el lago de Amatitlán en condiciones adecuadas, para uso y disfrute sostenible. - Misión: Es la Autoridad para el rescate del lago de Amatitlán que, a través del trabajo en equipo con los diferentes sectores de la sociedad, procuramos los medios necesarios y aplicamos estrategias socio-ambientales para resguardar los recursos naturales y culturales de los catorce municipios de influencia, mediante la ejecución de planes, programas y proyectos, garantizando la mejora de vida de sus habitantes. —Tomado de: Congreso de la República de Guatemala (1996). «Decretos legislativos». Diario de Centro América (Guatemala: Tipografía Nacional). |

### Fraude de limpieza del lago en 2015
A inicios de 2015, AMSA adjudicó en dos eventos por excepción un contrato con la empresa de origen israelí M. Tarcic Engineering Ltd. por 137.8 millones de quetzales, para la compra de noventa y tres mil litros de un supuesto descontaminante aplicable al Lago de Amatitlán.  Sin embargo, luego de críticas y acciones legales de parte de científicos, académicos, políticos y ambientalistas que cuestionaron la contratación de la empresa israelí, la Vicepresidente de Guatemala Roxana Baldetti dio marcha atrás al proyecto el 30 de marzo y suspendió el pago a M. Tarcic Engineering Ltd. y la aplicación del descontaminante sobre el sistema acuático.
Baldetti ordenó al Secretario del Agua de la Vicepresidencia, Pablo González y a la ministra de Ambiente, Michelle Martínez, integrar inmediatamente después de la Semana Santa, una comisión con expertos y organizaciones para escuchar propuestas y determinar la forma en que se puede sanear el lago de Amatitlán sin afectar el entorno socio-ambiental en ese lugar. No obstante, Baldetti aclaró en conferencia de prensa que el proyecto de descontaminación del lago de Amatitlán no está cancelado, sino que únicamente suspendido hasta que la comisión científica que se creará emita dictámenes y logre acuerdos en ese sentido. Según una fuente oficial, el comité multidisciplinario de expertos nacionales y extranjeros en el tema, podría estar conformado por investigadores de centros universitarios e independientes, científicos y técnicos de la Autoridad para el Manejo Sustentable de la Cuenca del Lago de Amatitlán (AMSA), los ministerios de Ambiente y Salud, así como representantes de la Secretaría Nacional de Ciencia y Tecnología, que cuenta con un Registro Nacional de Investigadores Ambientales.
El 15 de mayo de 2015, la fiscalía guatemalteca determinó que el líquido vertido en el Lago era una estafa, pues estaba compuesto en su mayoría por agua con sal; a inicios de esa semana, Carlos Mencos, contralor general de Cuentas de Guatemala, anunció que iba a tomar acciones legales contra AMSA por la firma del contrato, del cual ya se habían desembolsado Q22.8 millones. Además, el MP podría investigar a la ministra de Medio Ambiente, Michelle Martínez Kelly, y a la exvicepresidente, Roxanna Baldetti - quien renunció el 9 de mayo de 2015 por supuesta vinculación con el caso de red de contrabando- por no realizar un estudio de impacto ambiental antes de contratar a la empresa.  El 19 de mayo la Procuraduría General de Nación emprendió un proceso legal en contra la empresa M. Tarcic Engineering por incumplimiento de las cláusulas del contrato para la adquisición del líquido con el que se pretendía limpiar el Lago de Amatitlán. El 21 de mayo renunció la ministra de Ambiente, Michelle Martínez, en medio de los escándalos de la limpieza del lago, de la defraudación aduanera y de la captura de la Junta Directiva del Instituto Guatemalteco de Seguridad Social por una licitación ilícita que resultó en la muerte de varios pacientes de diálisis peritoneal.
El 20 de agosto de 2015, la casa de la exvicepresidente Roxana Baldetti en el residencial «Los Eucaliptos» en una zona exclusiva de la Ciudad de Guatemala, fue cateada por el Ministerio Público y la Comisión Internacional Contra la Impunidad en Guatemala quienes incautaron un lote de teléfonos móviles y equipo de cómputo por su posible vinculación con el Caso de La Línea. Baldetti no se encontraba en la casa al momento de los procedimientos judiciales, pues se encontraba hospitalizada desde el domingo anterior en un centro privado aquejada por problemas intestinales, recuperándose de una endoscopía.  Sin embargo, fue capturada el 21 de agosto y puesta bajo custodia en el hospital, acusada de asociación ilícita, caso especial de defraudación aduanera y cohecho pasivo.
El 23 de febrero de 2016, el Ministerio Público y la Comisión Internacional Contra la Impunidad en Guatemala realizaron trece capturas de personas involucradas en el caso de la limpieza del agua del lago, incluyendo a Mario Alejandro Baldetti, hermano de la exvicepresidente de Guatemala.  Los capturados fueron llevados a un juzgado en Villa Nueva, en donde fueron indagados; el listado de capturados es:
| Nombre                                          | Empleo | Delito imputado | Presunta actividad ilícita |
| ----------------------------------------------- | --- | --- | --- |
| Mario Alejandro Baldetti Elías                  | N/A | asociación ilícita, fraude y tráfico de influencias | Hermano de la exvicepresidente Roxana Baldetti; habría sido el encargado de la coordinación de alto nivel, pese a que no tenía ningún puesto en el gobierno del general retirado Otto Pérez Molina. Habría organizado y participado en varias reuniones en las que se discutió el procedimiento de contratación entre AMSA y M. Tarcic Engineering Limited. |
| Pablo Roberto González Barrios                  | exsecretario específico del Gabinete del Agua, nombrado por la Vicepresidencia durante el gobierno de Otto Pérez Molina | asociación ilícita, fraude y cohecho pasivo | Habría realizado la negociación entre AMSA y la empresa M. Tarcic Engineering para la contratación del proyecto de limpieza del Lago de Amatitlán. |
| Juan Edy Estuardo Díaz Sandoval                 | ex subdirector ejecutivo de la Autoridad para el Manejo Sustentable de la Cuenca del Lago de Amatitlán —AMSA—           | asociación ilícita, fraude y cohecho pasivo | Habría sido nombrado por la vicepresidencia, y mantenía comunicación con Mario Baldetti Elías. Habría hecho presión interna en AMSA para que se ejecutara el proyecto de limpieza del Lago de Amatitlán. |
| Lizbeth María Alonzo Azurdia de Constanza       | exdirectora jurídica II de AMSA                                                                                         | Habría sido contratada por instrucciones de Mario Baldetti. Habría revisado el contrato del proyecto de limpieza del lago y habría permitido que se presentara una licencia de evaluación ambiental de otra empresa para dicho proyecto, pues M. Tarcic Engineering carecía de dicha licencia.                                                                                    | |
| Sandra Ninet García España de Benavente         | jefe administrativo financiero de AMSA                                                                                  | Habría sido contratada por instrucciones de Mario Baldetti. Habría tramitado los contratos relacionados con el proyecto de limpieza del lago. Habría incurrido en omisión, cuando no reportó que el proceso de contratación careció de estudio de impacto ambiental y que el producto utilizado par la limpieza no contaba con registro sanitario.                                | |
| Allan Franco de León                            | representante legal de M. Tartic Engineering y exasesor del Ministerio de Ambiente                                      | Coordinador del proyecto de limpieza del lago de parte de M. Tartic Engineering. Habría preparado las bases del proyecto para adquirir el producto orgánico que incrementara el índice de calidad del agua del lago; este documento debía haber sido preparado por el personal técnico de AMSA, por lo cual se habría atribuido tareas que correspondían a funcionarios públicos. | |
| Rubén Estuardo Torres Anleu                     | exasesor del Ministerio de Ambiente y Recursos Naturales de Guatemala                                                   | cohecho pasivo | Contratado por el Ministerio de Ambiente para fortalecer los monitoreos de calidad de aguas. M. Tarcic Engineering habría girado dos cheques por un total de trescientos mil quetzales a su nombre. Era supervisado por Pablo González Barrios. |
| Marilyn Anabella Sosa Azurdia                   | exasesor del Ministerio de Ambiente y Recursos Naturales de Guatemala                                                   | cohecho pasivo | Asistente personal de Pablo González Barrios en el Ministerio de Ambiente parte del equipo técnico que laboraba el tema del proyecto de limpieza del lago. Habría recibió dos cheques de parte M. Tarcic Engineering por sesenta mil quetzales. |
| Edvin Francisco Ramos Soberanis                 | exdirector ejecutivo de AMSA                                                                                            | fraude e incumplimiento de deberes | Habría participado en la Junta de Representantes en donde se discutió el proyecto de limpieza y saneamiento del Lago Amatitlán con representantes de M. Tarcic Engineering. |
| Hugo Rodolfo Roitman Braier —alias Uri Roitman— | Representante de la empresa israelí M. Tarcic Engineering                                                               | asociación ilícita y cohecho activo | De acuerdo a la Intendencia de Verificación Especial (IVE) del MP, habría sido el firmante en cheques emitidos a diferentes empresas, empleados públicos y privados, por Tarcic Engineering. Además, habría sido uno de los más beneficiados con el contrato, pues habría recibido Q.2,318,771.82 de M. Tarcic Engineering.                                 |
| Sergio Alejandro Marroquín Vivar                | representante legal de la empresa Técnicas y Sistemas de Seguridad, S.A.                                                | cohecho activo | Tenía firma autorizada para los cheques de M. Tartic Engineering, de la que habría recibido cinco cheques por un monto total de Q.225.980.00. |
| Clara Maribel Carballo Carballo                 | representante legal de la empresa Técnicas y Sistemas de Seguridad, S.A.                                                | Fraude | contaba con firma registrada en la cuenta de la empresa. Habría permitido que se presentara una licencia de evaluación ambiental de otra empresa y habría presentado dos ofertas de eventos elaboradas antes de la publicación oficial en el portal de Guatecompras.                                                                                        |
| Manuel Francisco Sosa Batres                    | jefe de compras de la Comisión Portuaria Nacional                                                                       | enriquecimiento ilícito | Padre de Anabella Sosa Azurdia; habría recibido dos cheques de M. Tarcic Engineering por ciento dieciocho mil quetzales. |

## Galería de imágenes

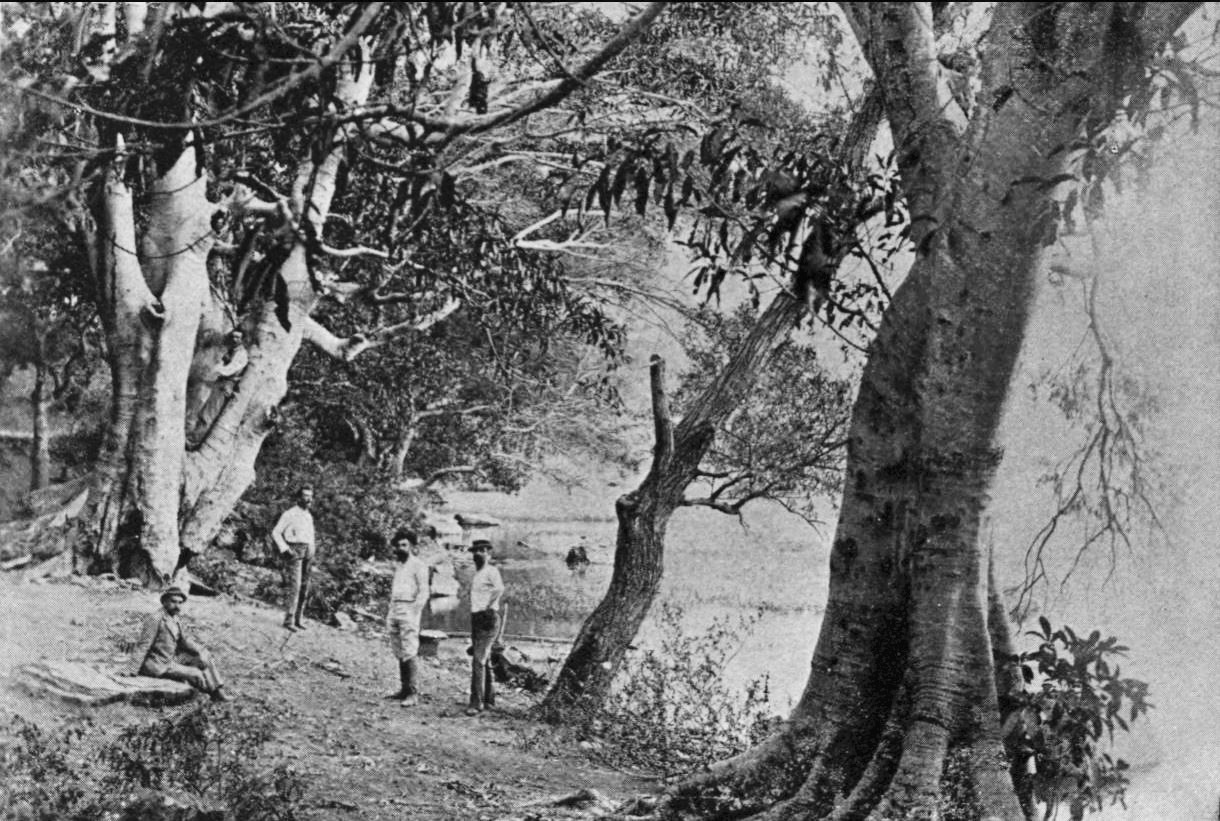
Paseo a orillas del lago en 1897. Fotografía de Alberto G. Valdeavellano.
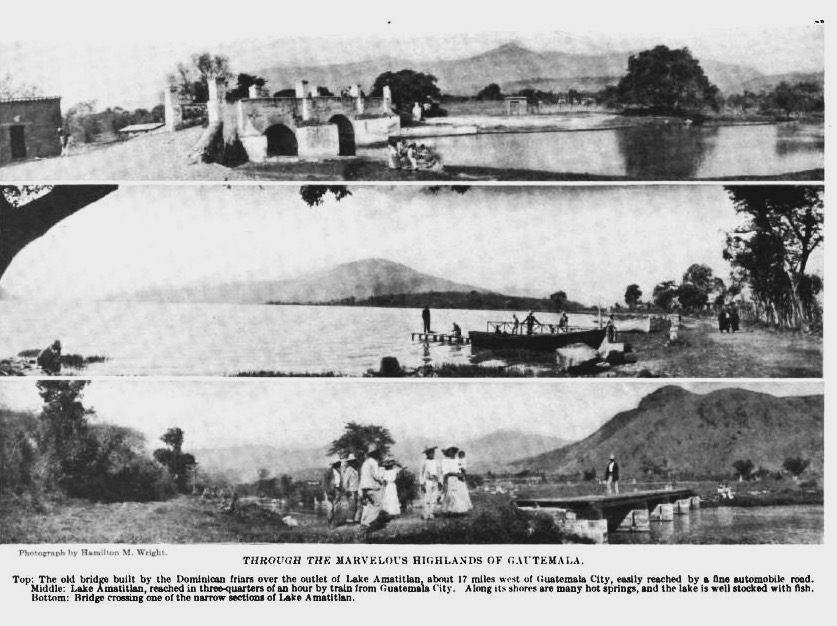
Vistas del lago a principios del siglo xx.
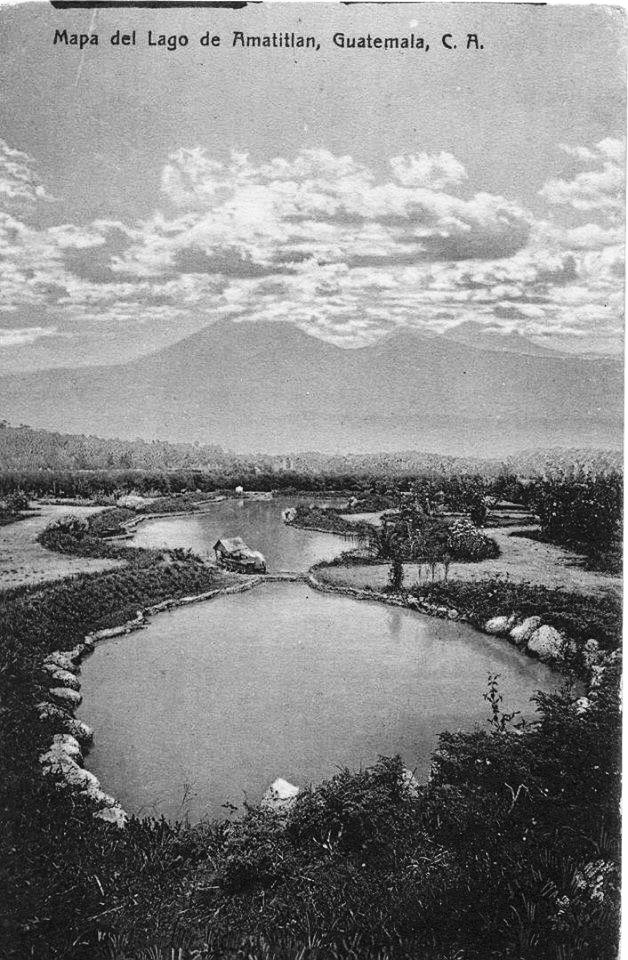
Maqueta del Lago de Amatitlán en el antiguo parque zoológico «La Aurora» en la Ciudad de Guatemala.  Foto de la década de 1920.
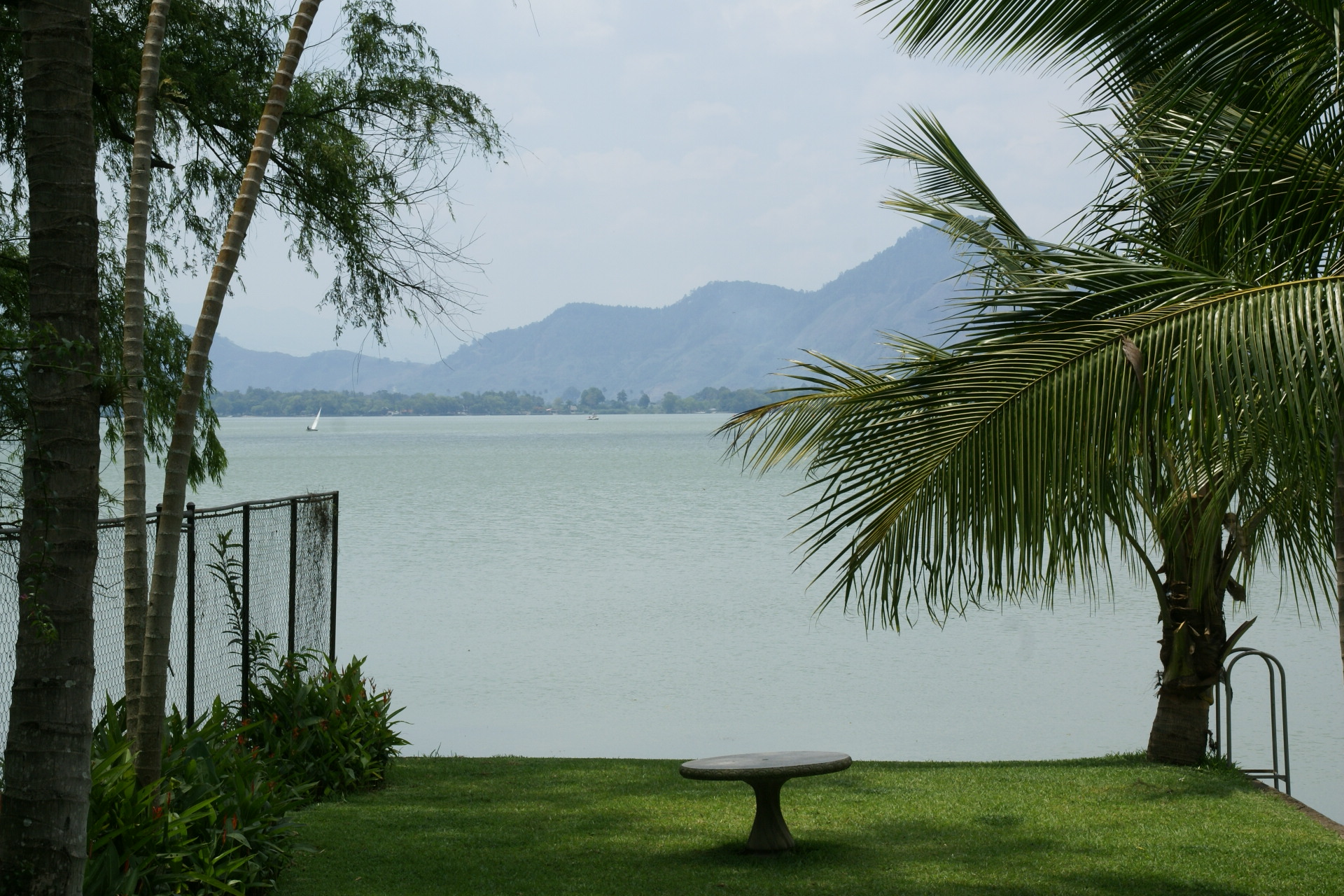
Foto de la década de 2010.
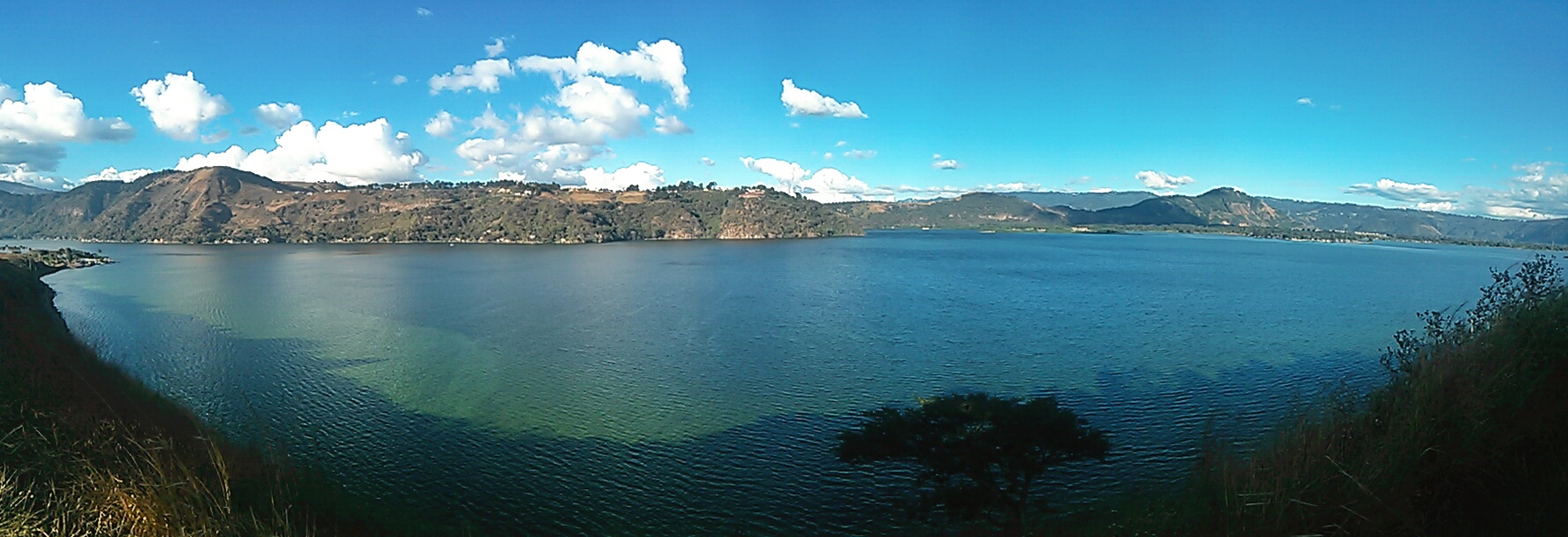
Panorámica del lago.